# 기쿠이 유스케
기쿠이 유스케(일본어: 菊井 悠介, 1999년 9월 17일~)는 일본의 축구 선수이다.

## 구단 경력
그는 2022년 J3리그의 마쓰모토 야마가 FC에 입단했다.